# Associatie van vlottende bies
De associatie van vlottende bies (Scirpetum fluitantis) is een associatie uit het verbond van waternavel en stijve moerasweegbree (Hydrocotylo-Baldellion). De associatie omvat tamelijk soortenarme, amfibische pioniervegetatie van de oeverzone van vennen, sloten en poelen.
De vegetatie bestaat overwegend uit vlottende bies en knolrus, met een combinatie van grasachtige planten, moerasplanten en oeverplanten.

## Naamgeving en codering
- Syntaxoncode voor Nederland (rVvN): r06Ac02
- Natura2000-habitattypecode (EU-code): H3130
- BWK-karteringscodes: ao, aoo, aom

De wetenschappelijke naam Scirpetum fluitantis is afgeleid van de botanische naam van de kensoort vlottende bies (Eleogiton fluitans, synoniem Scirpus fluitans).

## Fysiognomie
De associatie van vlottende bies omvat dichte tot zeer dichte, amfibische vegetatie. De gemeenschap is van nature soortenarm. In de kruidlaag bepalen vooral moerashertshooi, vlottende bies en andere graminoïde planten zoals knolrus de fysiognomie.
Een boom- en struiklaag zijn in de regel afwezig. Een moslaag is meestal ook afwezig.

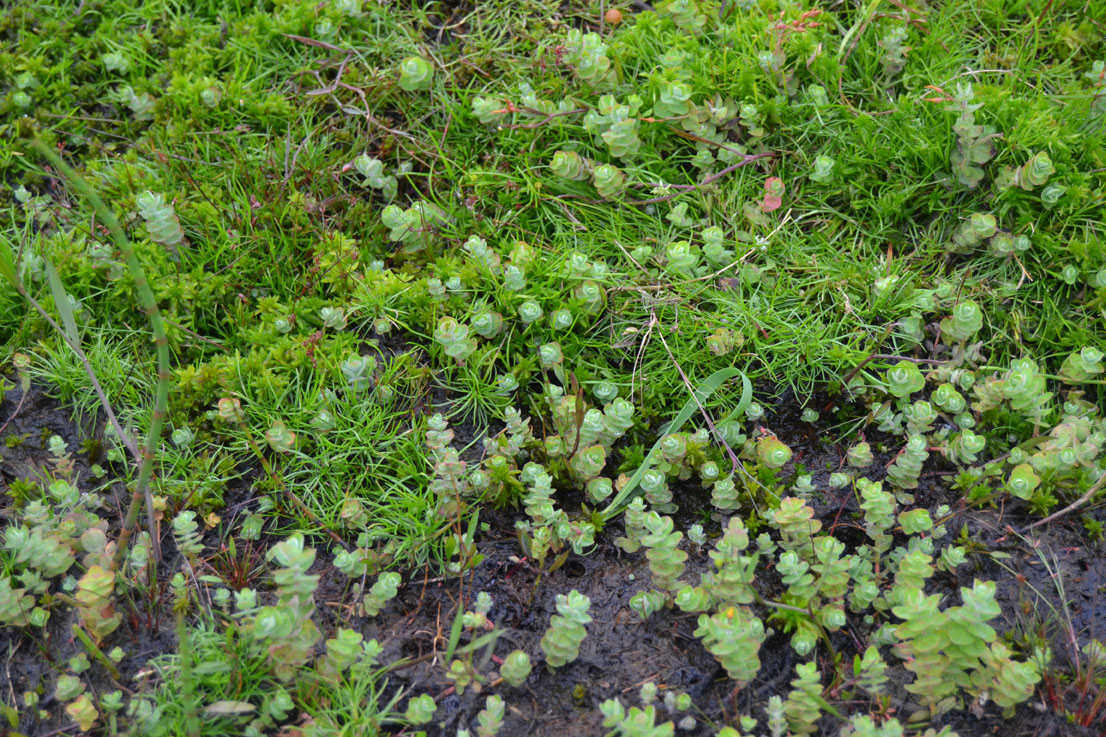
Close-up van de associatie van vlottende bies op een deels drooggevallen venoever.

## Ecologie
Deze plantengemeenschap vindt men in allerlei oligotrofe, ondiepe slenken en sloten en in de (meestal licht beschaduwde) oeverzone van grotere vennen en poelen.

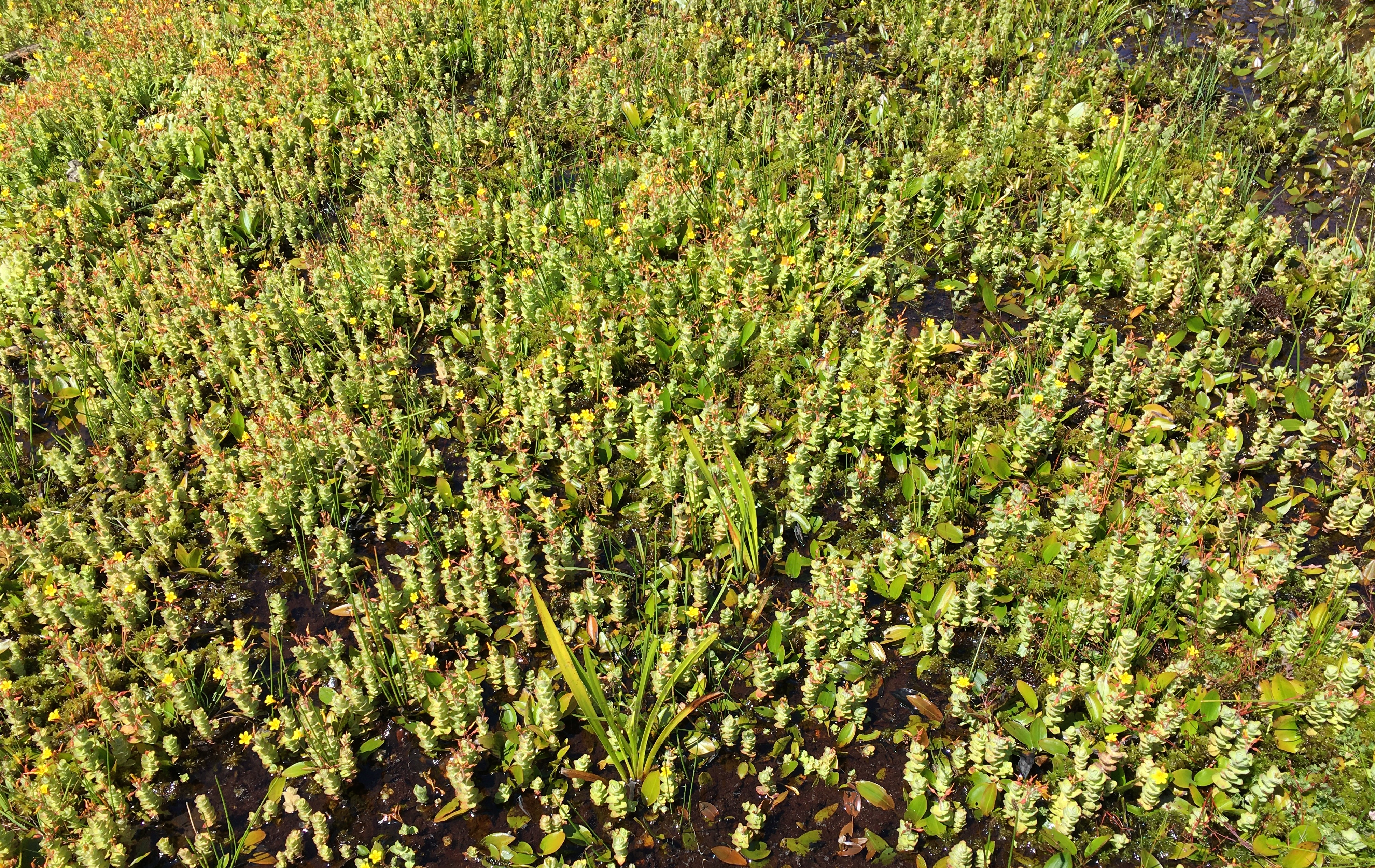
Vegetatieaspect van een vorm met hoge bedekkingen van moerashertshooi, duizendknoopfonteinkruid en geoord veenmos.

De bodem is zeer uiteenlopend maar overwegend zandig of lemig, het water is voedselarm en zacht, afkomstig van kwel (grondwater) of voedselarm oppervlaktewater. De waterstand is meestal hoog, met slechts korte periodes van droogte in de zomer.

## Verspreiding
De associatie van vlottende bies heeft waarschijnlijk een Atlantisch verspreidingsgebied, maar over de precieze verspreiding is weinig bekend.
In Nederland is ze vrijwel beperkt tot de Pleistocene districten.
In Vlaanderen is ze beperkt tot de Kempen.

## Bedreiging en bescherming
De associatie is de laatste tientallen jaren vooral door verdroging, verzuring en vermesting sterk achteruitgegaan. Bij herstel van de hydrologie kan ze echter vrij snel terug opduiken.

## Diagnostische taxa voor Nederland en Vlaanderen

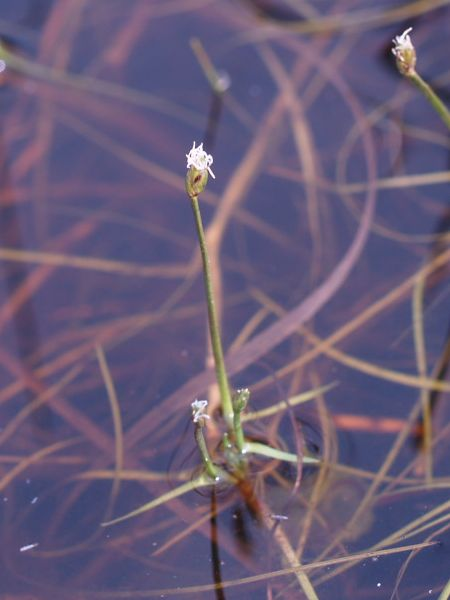
Vlottende bies

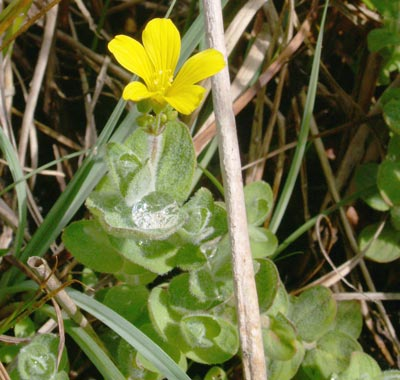
Moerashertshooi

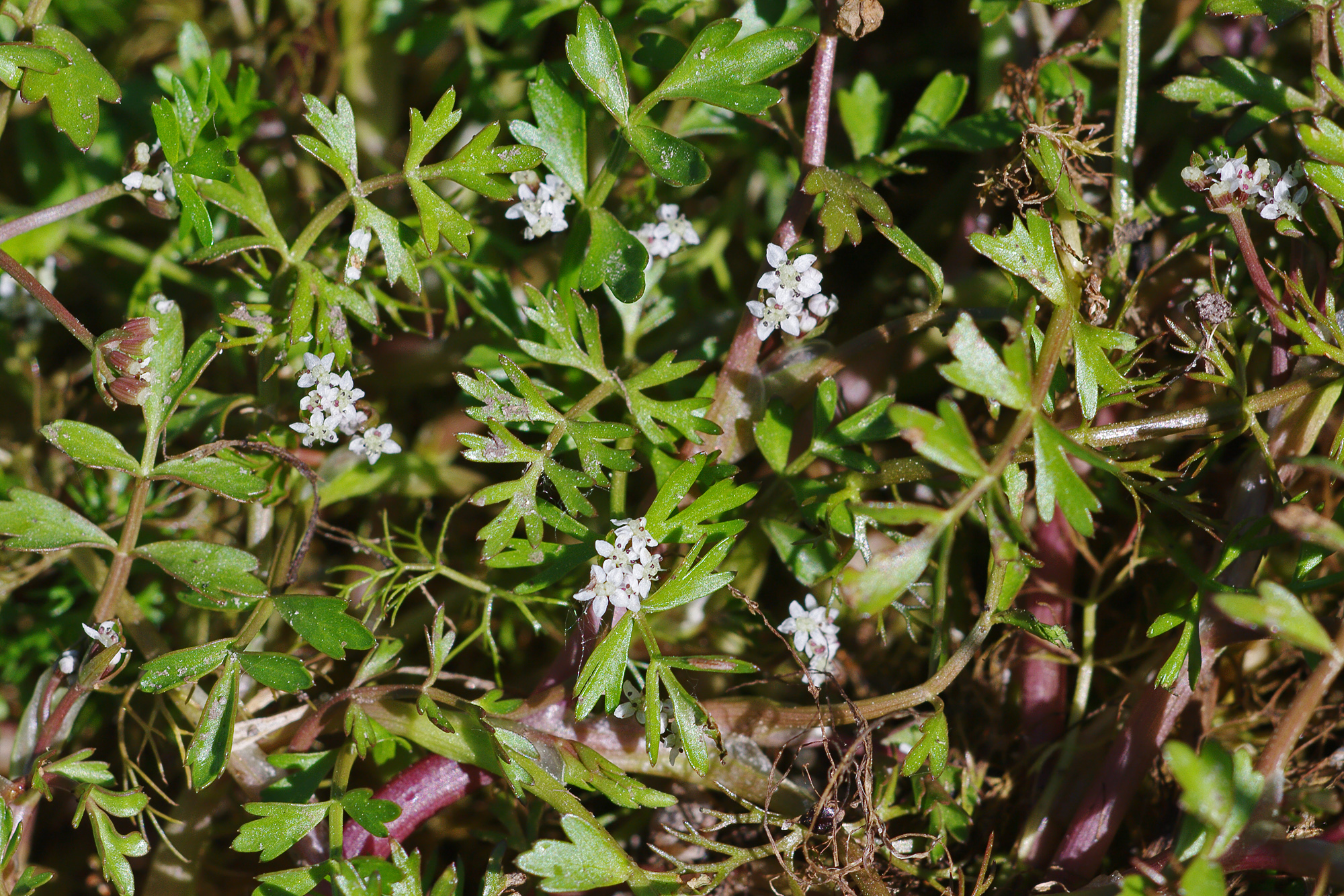
Ondergedoken moerasscherm

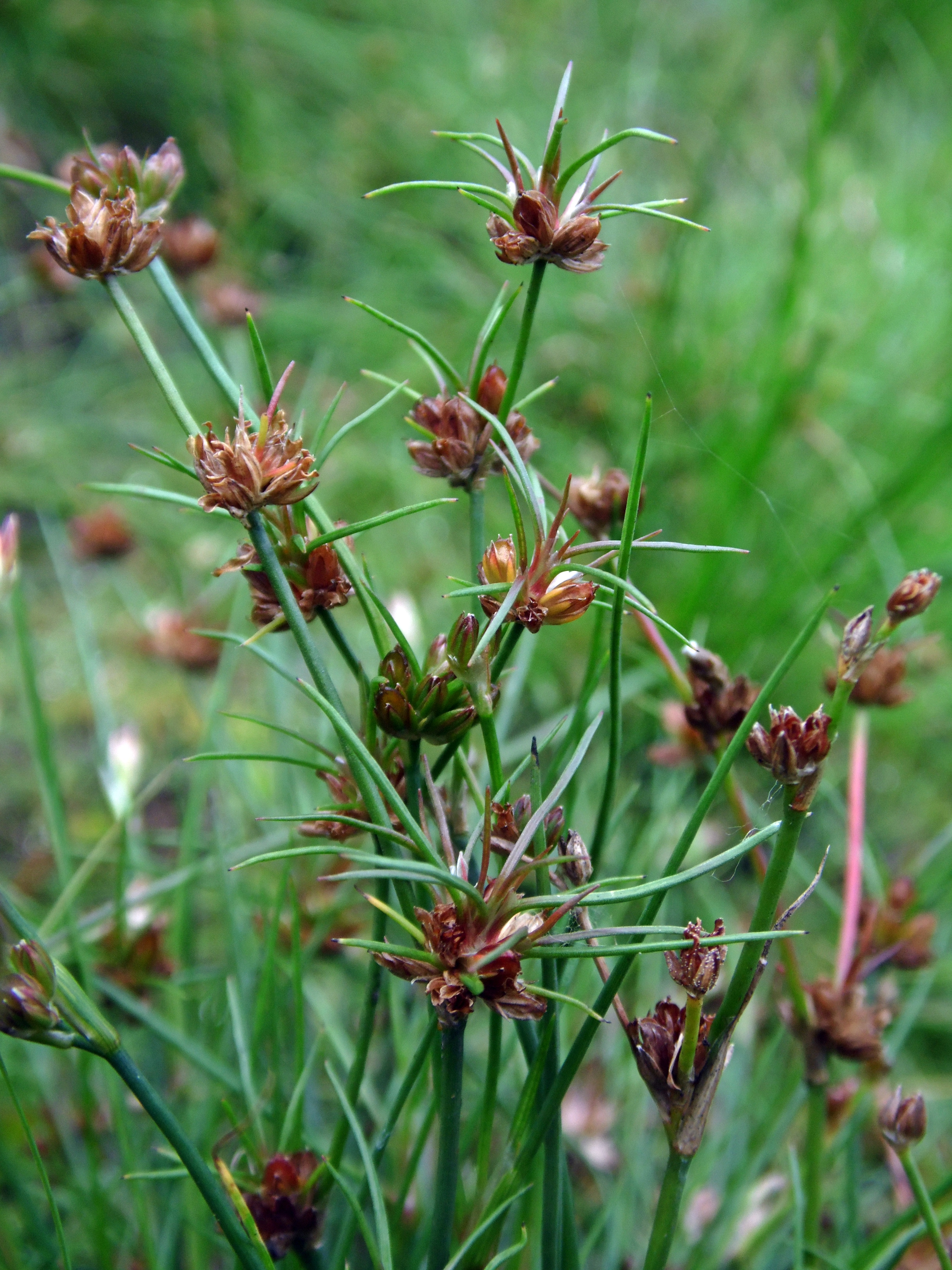
Knolrus

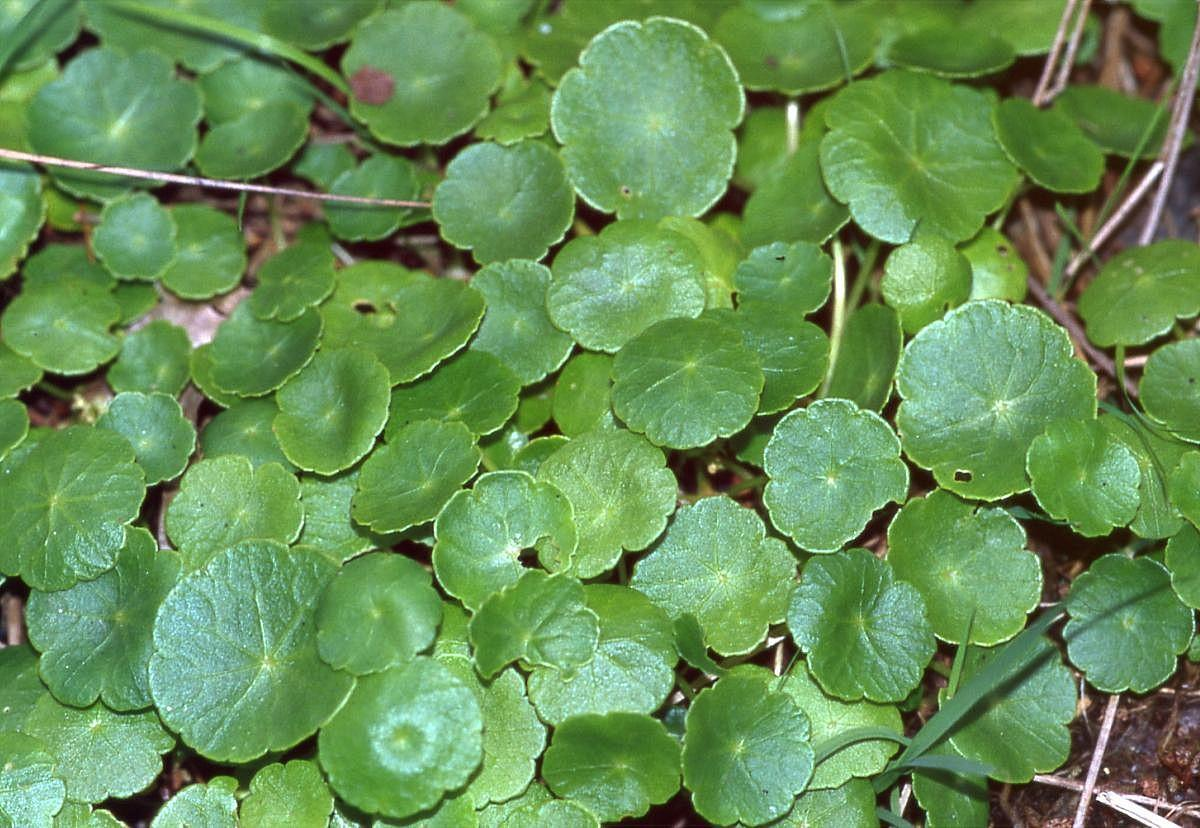
Gewone waternavel

Deze associatie is een tamelijk soortenarme plantengemeenschap met de kensoort vlottende bies, de klassekensoort knolrus en de begeleidende soorten moerashertshooi en gewone waternavel als meest voorkomende soorten.
Kruidlaag
| Kentaxon | Diff.soort | Presentie | Triviale naam             | Botanische naam            |
| -------- | ---------- | --------- | ------------------------- | -------------------------- |
| kA       |            | 100%      | vlottende bies            | Isolepis fluitans          |
| kV       | preferent  | > 40%     | moerashertshooi           | Hypericum elodes           |
| kV       |            | > 20%     | ondergedoken moerasscherm | Helosciadium inundatum     |
| kV       |            | > 10%     | witte waterranonkel       | Ranunculus ololeucos       |
| kK       |            | > 70%     | knolrus                   | Juncus bulbosus            |
| kK       |            | > 20%     | veelstengelige waterbies  | Eleocharis multicaulis     |
| kK       |            | >20%      | duizendknoopfonteinkruid  | Potamogeton polygonifolius |
| kK       |            | > 10%     | stijve moerasweegbree     | Baldellia ranunculoides    |
| kK       |            | > 10%     | drijvende waterweegbree   | Luronium natans            |
|          |            | > 40%     | gewone waternavel         | Hydrocotyle vulgaris       |
|          |            | > 30%     | mannagras                 | Glyceria fluitans          |
|          |            | > 30%     | egelboterbloem            | Ranunculus flammula        |
|          |            | > 20%     | gewone waterbies          | Eleocharis palustris       |
|          |            | > 20%     | drijvend fonteinkruid     | Potamogeton natans         |
|          |            | > 20%     | grote waterweegbree       | Alisma plantago-aquatica   |
|          |            | > 20%     | moeraswalstro             | Galium palustre            |
|          |            | > 10%     | fioringras                | Agrostis stolonifera       |
|          |            | < 10%     | pilvaren                  | Pilularia globulifera      |

Moslaag
| Kentaxon | Diff.soort | Presentie | Triviale naam  | Botanische naam       |
| -------- | ---------- | --------- | -------------- | --------------------- |
| bg       |            |           | geoord veenmos | Sphagnum denticulatum |

## Fotogalerij

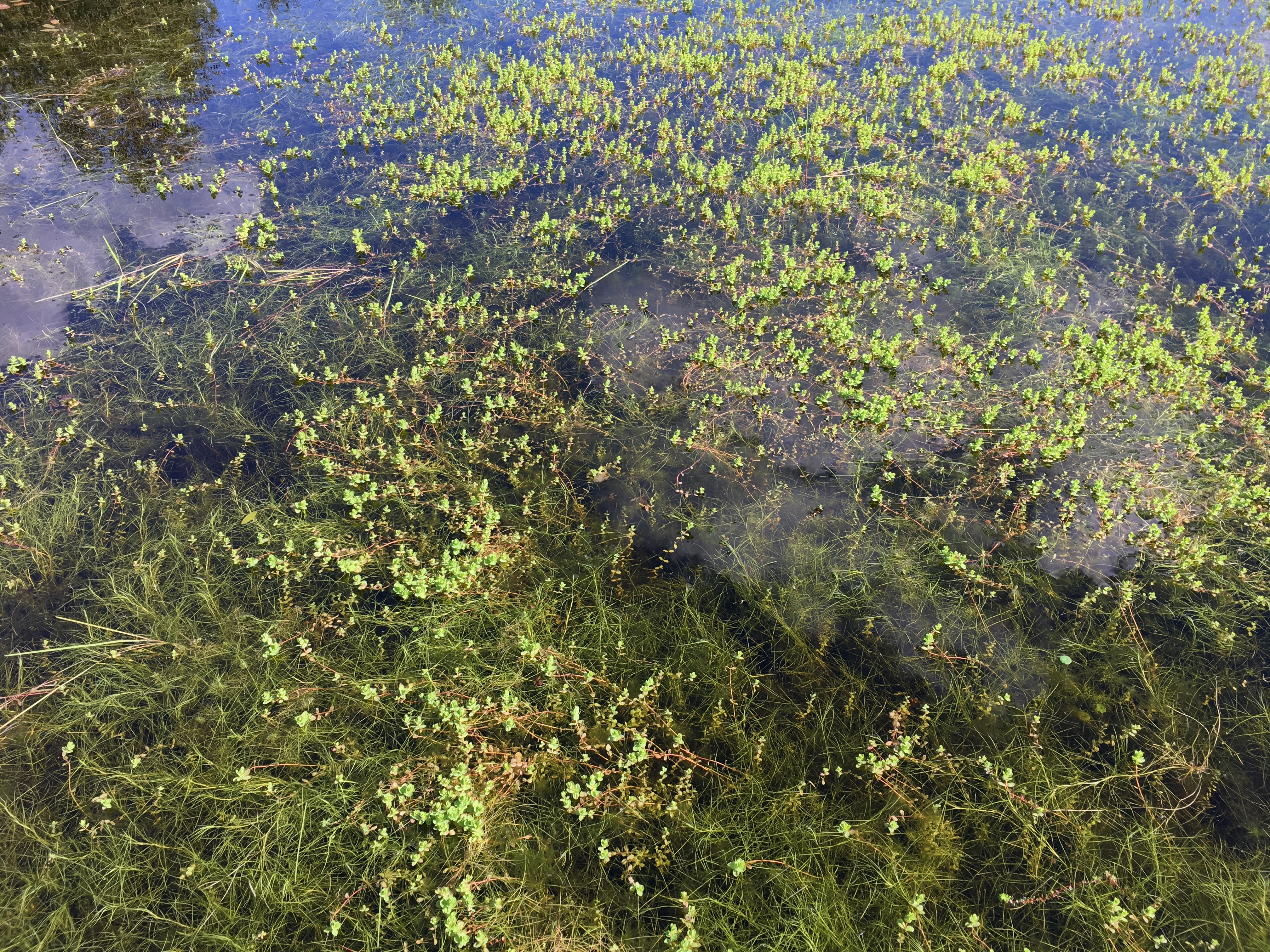
De associatie van vlottende bies in september

Orde: Littorelletalia (oeverkruid-orde)

Verbond: Littorellion uniflorae (oeverkruid-verbond)

Associatie:
Isoeto-Lobelietum (associatie van biesvaren en waterlobelia) 

Verbond: Potamion graminei (verbond van ongelijkbladig fonteinkruid) 

Associaties:
Echinodoro-Potametum graminei (associatie van ongelijkbladig fonteinkruid) · 
Sparganietum minimi (associatie van kleinste egelskop) 

Verbond: Hydrocotylo-Baldellion (verbond van waternavel en stijve moerasweegbree) 

Associaties:
Pilularietum globuliferae (pilvaren-associatie) · 
Scirpetum fluitantis (associatie van vlottende bies) · 
Eleocharitetum multicaulis (associatie van veelstengelige waterbies) · 
Samolo-Littorelletum (associatie van waterpunge en oeverkruid) 

Verbond: Eleocharition acicularis (naaldwaterbies-verbond) 

Associatie:
Littorello-Eleocharitetum acicularis (naaldwaterbies-associatie) 